# لويس باراكيه روفيرالتا
لويس باراكيه روفيرالتا (بالكتلونية: Luis Barraquer Roviralta)هو طبيب أعصاب إسباني ولد في برشلونة 4 حزيران 1855، وتوفي في 12 تشرين الأول 1928 في سان كليمانت دي يوبريغات.
يعد أبا لطب الأعصاب الاسباني. أسس في عام 1882 المدرسة الكتلونية لعلم الأعصاب في مستشفى القديس كرو [الإنجليزية]، وهي أقدم مستشفى في برشلونة. تسببت دراساته على استخدام الكهرباء في تشخيص وعلاج الأمراض بأن حصل لقب طبيب البطارية (Doctor de Pilas). كما شارك في علاج أمراض الجهاز العصبي المحيطي والعمود الفقري.
في عام 1907، وصف الحثل الشحمي الجزئي المكتسب (متلازمة باراكيه أو باراكيه-سيمونز).
كان ابنه لويس باراكيه فيري (1887-1959) أيضا طبيبا ومعاونا لوالده. اما أخوه خوسيه أنطونيو باراكيه روفيرالتا (1852-1924) فكان طبيب عيون. وكذلك ابنه إغناسيو باراكيه باراكيه (1884-1965).